# Liste du patrimoine mondial au Liban
Cet article recense les sites inscrits au patrimoine mondial au Liban.

## Statistiques
Le Liban ratifie la Convention pour la protection du patrimoine mondial, culturel et naturel le 3 février 1983. Les premiers sites protégés sont inscrits en 1984.
En 2023, le Liban compte 6 sites inscrits au patrimoine mondial, tous culturels. 
Le pays a également soumis 10 sites à la liste indicative, 9 culturels et 1 naturel.

## Listes

### Patrimoine mondial
Les sites suivants sont inscrits au patrimoine mondial.
| Site                                                                          | Gouvernorat | Type                        | Date | Superficie (ha) | Lien | Notes                | Coordonnées                       | Illus. |
| ----------------------------------------------------------------------------- | ----------- | --------------------------- | ---- | --------------- | ---- | -------------------- | --------------------------------- | ------ |
| Anjar                                                                         | Bekaa       | Culturel, (iii), (iv)       | 1984 |                 | 293  |                      | 33° 43′ 34″ nord, 35° 55′ 48″ est |        |
| Baalbek                                                                       | Bekaa       | Culturel, (i), (iv)         | 1984 |                 | 294  |                      | 34° 00′ 25″ nord, 36° 12′ 18″ est |        |
| Byblos                                                                        | Mont-Liban  | Culturel, (iii), (iv), (vi) | 1984 |                 | 295  |                      | 34° 07′ 08″ nord, 35° 38′ 53″ est |        |
| Foire internationale Rachid Karameh-Tripoli                                   | Nord        | Culturel, (ii), (iv)        | 2023 | 72              | 1702 | En péril depuis 2023 | 34° 26′ 17″ nord, 35° 49′ 51″ est |        |
| Ouadi Qadisha ou Vallée sainte et forêt des cèdres de Dieu (Horsh Arz el-Rab) | Nord        | Culturel, (iii), (iv)       | 1998 |                 | 850  |                      | 34° 14′ 35″ nord, 36° 02′ 56″ est |        |
| Tyr (ville antique et nécropole d'Al-Bass)                                    | Sud-Liban   | Culturel, (iii), (vi)       | 1984 | 154             | 299  |                      | 33° 16′ 19″ nord, 35° 11′ 38″ est |        |

### Liste indicative
Les sites suivants sont inscrits sur la liste indicative.
| Site | Gouvernorat    | Type          | Date | Superficie (ha) | Lien | Notes | Coordonnées                       | Illus. |
| --- | -------------- | ------------- | ---- | --------------- | ---- | ----- | --------------------------------- | ------ |
| Centre historique de Batroun                                                                                          | Nord           | Culturel (iv) | 1996 |                 | 400  |       | 34° 15′ 11″ nord, 35° 39′ 36″ est |        |
| Centre historique de Saida                                                                                            | Sud-Liban      | Culturel (iv) | 1996 |                 | 398  |       | 33° 33′ 40″ nord, 35° 23′ 53″ est |        |
| Centre historique de Tripoli / Mina                                                                                   | Nord           | Culturel (iv) | 1996 |                 | 399  |       | 34° 26′ nord, 35° 50′ est         |        |
| Ensemble du site naturel de la région du Chouf avec les monuments et les sites archéologiques qui s'y trouvent        | Mont-Liban     | Culturel (iv) | 1996 |                 | 406  |       |                                   |        |
| Ensemble du site naturel de la vallée du Nahr el-Kelb avec les monuments et les sites archéologiques qui s'y trouvent | Mont-Liban     | Culturel (iv) | 1996 |                 | 405  |       |                                   |        |
| Ensemble du site naturel de la vallée du Nahr Ibrahim avec les monuments et les sites archéologiques qui s'y trouvent | Mont-Liban     | Culturel (iv) | 1996 |                 | 404  |       |                                   |        |
| Ensemble du site naturel des sources et de la vallée de l'Oronte avec les monuments qui s'y trouvent                  | Baalbek-Hermel | Culturel (iv) | 1996 |                 | 403  |       |                                   |        |
| Temple d'Eshmoun | Sud-Liban      | Culturel (iv) | 1996 |                 | 401  |       | 33° 35′ 10″ nord, 35° 23′ 53″ est |        |
| Parc naturel de l'île des Palmiers                                                                                    | Nord           | Naturel       | 1996 |                 | 407  |       |                                   |        |